# 德布勒森戰役
德布勒森戰役，蘇聯紅軍稱為德布勒森攻勢（1944年10月6日 - 10月28日），是第二次世界大戰中德蘇戰爭在匈牙利德布勒森進行的戰役，由蘇聯烏克蘭第2方面軍发起，并由德國南方集團軍轄下之由馬克西米利安·弗雷特·皮科指揮的德國第6軍團和其盟軍匈牙利第7軍負責迎擊，他們被擊退160公里。而羅季翁·雅科夫列維奇·馬利諾夫斯基元帥的烏克蘭第2方面軍則攻佔了戰略目標，匈牙利城市德布勒森。

## 在匈牙利的危機
1944年8月中陸軍上將約翰內斯·弗里斯納的德國南烏克蘭集團軍陷於崩潰邊緣，在北面蘇軍的巴格拉基昂行動完全打擊和毀滅德國中央集團軍。
1944年8月25日德國的前盟友羅馬尼亞王國調轉槍頭及向德國和另一個前盟友匈牙利王國宣戰，原因是費奥多爾·托爾布欣的烏克蘭第3方面軍進入了羅馬尼亞境內，令建立一條有組織的防線希望破滅。 
9月8日另一個德國前盟友保加利亞王國亦向德國宣戰，當時托爾布欣在馬利諾夫斯基指揮的烏克蘭第2方面軍之幫助下已消滅了13個軸心國師及俘獲超過100,000名軸心國軍人，馬利諾夫斯基及托爾布欣分別在9月10日及12日被晉升為蘇聯元帥。
保加利亞及羅馬尼亞的行動在弗里斯納之集團軍的戰線上打開一個650公里的缺口，雖然弗里斯納不顧一切地努力重建一條防線，但通過柏林得到的情報顯示匈牙利領袖霍爾蒂·米克洛什海軍上將正準備單獨與蘇聯簽訂和平協議，如果這成為事實，整個南方戰線將會崩潰。
1944年9月24日弗里斯納的集團軍被重組成德國南方集團軍，馬克西米利安·弗雷特·皮科指揮的第6軍團是該集團軍之核心，由於擔心匈牙利的背叛，弗里斯納將匈牙利第2軍團配屬到弗雷特·皮科的軍團，而德國—匈牙利聯合部隊被稱為弗雷特·皮科戰役集群。

## 暫緩履行—計劃
當托爾布欣在羅馬尼亞掃蕩最後的抵抗時，馬利諾夫斯基則向匈牙利推進，由於弗里斯納的努力，烏克蘭第2方面軍的推進速度減慢，這令弗里斯納有足夠時間沿穆列什河建立一條脆弱的防線。
1944年9月初馬利諾夫斯基接到蘇聯最高統帥部從克盧日-納波卡前進的命令，他於是向米什科爾茨、德布勒森及蒂薩河前進，及進入大匈牙利平原，當進入平原後，馬利諾夫斯基可發揮其裝甲部隊的優勢，以消滅弗里斯納的集團軍、突入布達佩斯及指向斯洛伐克，但是馬利諾夫斯基的計劃沒有考慮到阿道夫·希特勒把德國裝甲部隊預備隊調入該地區，加上蘇軍因同時進行雅西-奇西瑙攻勢及貝爾格勒攻勢而有所削弱，亦因羅馬尼亞使用不同於蘇聯軌距的火車路軌而導致補給困難。
弗里斯納害怕其部隊會被馬利諾夫斯基的烏克蘭第2方面軍及烏克蘭第4方面軍夾擊，因而飛往元首總部狼穴，他要求元首准許其部隊把防線撤向蒂薩河，弗里斯納堅持這樣後撤可令他的部隊有行動上的自由以對抗蘇軍的攻勢，希特勒拒絕他的請求，相反他承諾向弗里斯納的集團軍增派援軍，希特勒亦命令弗里斯納新的攻勢，目的是即時消滅馬利諾夫斯基的兩個軍團，弗里斯納雖然擅長於防守戰略，但亦根據希特勒的命令以圖消滅蘇聯第27軍團及第6親衛坦克軍團，加上他被命令收復兩個在南喀爾巴阡山脈以切斷馬利諾夫斯基的補給線，這進攻將從克盧日—納波卡發動。

## 馬利諾夫斯基的進攻—新計劃
1944年9月14日馬利諾夫斯基聯同烏克蘭第3方面軍發起貝爾格勒攻勢行動，由於突然而來的幸運，弗里斯納已集中其部隊準備預期中之攻擊及馬利諾夫斯基的烏克蘭第2方面軍從開始已遇到抵抗，經過1個星期毫無進展之攻勢後，馬利諾夫斯基暫時停止進攻及命令筋疲力盡的第6親衛坦克軍團及由艾沙·普里耶夫指揮的騎兵機械化集群（蘇聯第7騎兵機械代軍、第4親衛騎兵機械代軍及第6親衛騎兵機械代軍，與389輛坦克及突擊炮）和高西科夫騎兵坦克集群（蘇聯第5親衛騎兵機械代軍、第23坦克軍，共有146輛坦克及突擊炮）進入接近奧拉迪亞之地區，馬利諾夫斯基計劃使用其機動裝甲部隊在將來的行動中作為打破局面的力量。
1944年9月20羅馬尼亞軍隊到達邊境城鎮阿拉德，此行動令匈牙利官員陷入惶恐之中，他們立即調動匈牙利第3軍團，這軍團由新徵募的士兵及預備役人員組成，及只有很少軍事價值。
同時匈牙利政府內部的親德派及親盟國派開始力圖奪取政府控制權，匈牙利攝政王霍爾蒂·米克洛什海軍上將跟蘇聯的停戰談判已進行了很久，弗里斯納需要把急需用來增援的單位進入布達佩斯以監視情況，他已得到批准給予這些單位一段時間用來休息及重組。
1944年9月底馬利諾夫斯基及弗里斯納均得到一些新的命令，馬利諾夫斯基被命令從阿拉德附近的突出部向南攻向布達佩斯，他使用了第46軍團及羅馬尼亞第1軍團，還有普里耶夫騎兵機械化集群作為機動力量以成功進行突破，而馬利諾夫斯基餘下的部隊包括第6親衛坦克軍團、第53軍團及高西科夫騎兵坦克集群從北面的奧拉迪亞攻向德布勒森，計劃兩支矛頭會合、包圍及消滅德軍。 
同時弗里斯納的命令包括由弗雷特·皮科集群從奧拉迪亞向前進攻，他們要突破蘇軍的戰線及攻佔喀尔巴阡山口，他們要堅守這些山口至明年春季。
這表明敵對雙方均準備同時期及在大約同一地區實施進攻，雙方均低估了對方的實力。

## 行動開始
烏克蘭第2方面軍在1944年10月6日開始行動，馬利諾夫斯基在阿拉德的南翼開始進攻，切斷匈牙利第3軍團，匈牙利人很快就棄守了該地區，很多師團在該進攻中被消滅了，烏克蘭第2方面軍的南翼由普里耶夫騎兵機械化集群緊隨其後，在首個24小時內已前進了60公里。
烏克蘭第2方面軍的北翼之前進則困難得多，德國第3裝甲軍的2個裝甲師第1及第23裝甲師頑強抵強，日終前，北翼只前進了10公里。弗雷特·皮科反應很快地命令第76步兵師從奧拉迪亞附近向前推進，這令第23裝甲師可自主地向南反攻突破阿拉德，德軍統帥堂裝甲擲彈兵師正在梅索科菲須得重組，被派往蒂薩河沿河渡河點防守，以阻止進攻中的烏克蘭第2方面軍。
1944年10月7日晚上烏克蘭第2方面軍之南翼已進一步進至蒂薩河，同時北翼則仍在奧拉迪亞附近，在這地區德國-匈牙利聯軍已多次被第6親衛坦克軍團從側翼嘗試包圍。
真實的是其北翼已停止前進，馬利諾夫斯基決定將南翼轉向北進至德布勒森，以圖將軸心國部隊從奧拉迪亞擊退，這行動令北翼可進行突破及將普里耶夫騎兵機械化集群與第6親衛坦克軍團之間軸心國軍擊潰。

## 渡過蒂薩河
10月10日馬利諾夫斯基攻佔了蒂薩河西岸的數個橋頭堡，第46軍團及第18坦克軍到達凱奇凱梅特，這裡距離布達佩斯只有70公里，但馬利諾夫斯基已重新分派一部份部隊以支援在蒂薩河對岸的普里耶夫騎兵機械化集群，烏克蘭第2方面軍其餘單位正被匈牙利軍騎兵及德軍防空部隊進攻，於10月11日撤回至蒂薩河，同一天匈牙利軍（第1裝甲師及第23步兵師）向在明曾特橋頭堡的烏克蘭第2方面軍第243狙擊師發動反攻，馬利諾夫斯基因而增派羅馬尼亞第7軍進至明曾特以增強橋頭堡的防守。
接著羅馬尼亞第2及第4步兵師接過烏克蘭第2方面軍在蒂薩河下遊索爾诺克的防務，第4步兵師的橋頭堡遭到匈牙利第1騎兵師及第1步兵師的進攻，第4步兵師堅守至其右翼遭到德軍第24裝甲師、武裝親衛隊第4警察裝甲擲彈兵師及第503重型坦克營的攻擊，羅馬尼亞第4步兵師的右翼崩潰，德軍裝甲部隊繞到該師團背後，切斷其通往蒂薩河之退路及迫使他們在10月20日投降，10月25日3個匈牙利師（第1騎兵師、第1及第20步兵師）攻擊羅馬尼亞第2步兵師之橋頭堡，羅馬尼亞第2步兵師十分害怕及渡過蒂薩河撤退，但匈牙利軍這種成功未能第3次在10月26日至10月29日間對在巴奇-基什孔橋頭堡的羅馬尼亞第19步兵師的進攻中成功。

## 普里耶夫騎兵機械化集群的進攻
1944年10月8日普里耶夫騎兵機械化集群轉向東北方進攻，普里耶夫的集群沿索爾诺克至德布勒森之間的主要高速公路快速前進，在豪伊杜索博斯洛，集群領頭部隊，蘇聯第9親衛機械化軍及第6親衛騎兵軍攻擊正向南翼進攻的德軍第23裝甲師之單位。
10月9日在蘇聯第5空軍軍團的空中支援下，普里耶夫的集群攻佔該市，德軍撤回至德布勒森，及開始在市東南部挖掘壕溝，德軍能對抗蘇軍數次大型進攻。
普里耶夫騎兵機械化集群轉向南面進攻及返回奥拉迪亞，但是，它的推前因德國和匈牙利守軍頑抗而減慢，雖然如此，普里耶夫的集群仍能與第6親衛坦克軍團會師，因而粉碎了弗雷特·皮科的防線。

## 控制混亂
10月10日弗雷特·皮科命令德軍第1裝甲師從西面及德軍第13裝甲師從東面進攻，目的是力圖切斷普里耶夫騎兵機械化集群的3個軍，但意外的是普里耶夫已收縮他防守薄弱的兩翼，兩個經驗豐富的裝甲單位很快在普斯珀克拉達尼會師，當初看來會導致德軍出現危機的地點現在卻已經變成由馬利諾夫斯基指揮的蘇軍出現災難的地方。
馬利諾夫斯基明白到普里耶夫騎兵機械化集群的危機，立即停止在南面的進攻集中起來與機動部隊會師，弗雷特·皮科命令統帥堂裝甲擲彈兵師前往德布勒森，地面上的戰事錯綜複雜，無論蘇軍或德軍都不知道圍繞自己的是那一方。  
1944年10月11日普里耶夫的單位第4親衛騎兵軍到達德布勒森外圍，雖然此軍脫離了蘇軍主力部隊，普里耶夫仍命令暫時不要實施包圍。
在第6親衛坦克軍團的猛烈進攻下，德軍從奥拉迪亞附近的防線隱定地後撤，歷史學家厄爾·F·齊姆克描述這場是第二次世界大戰其中一場最大規模的坦克戰，10月12日普里耶夫騎兵機械化集群已經損失了200輛裝甲戰鬥車輛。 
1944年10月14日德軍已後撤了14公里，而奥拉迪亞亦最終被馬利諾夫斯基的部隊攻佔，在更北面，一個新的危機威脅著弗雷特·皮科，烏克蘭第4方面軍發動了總攻擊，擊潰了奧托·沃勒的德國第8軍團，第8軍團在蘇軍猛攻的壓下瀕臨崩潰。
10月15日匈牙利攝政王霍爾蒂·米克洛什海軍上將宣佈匈牙利已接受與蘇聯的停戰協議，德國獨裁者阿道夫·希特勒很快回應的命令奧托·斯科爾茲內實施鐵拳行動。
10月16日斯科爾茲內和他的武裝親衛隊傘兵已迫使霍爾蒂退位及將政府控制權交給薩拉西·費倫茨。
馬利諾夫斯基此時已和普里耶夫騎兵機械化集群會合，馬利諾夫斯基命令蘇軍繼續進攻，其目的是攻佔德布勒森，因而他向北進攻尼賴吉哈佐，以切斷德國第8軍團的補給線，由於蘇軍的進攻，弗雷特·皮科集群頑強地戰鬥，在每個市鎮及路口轉入防禦。
由於德軍的抵抗，由10月19日至20日3個羅馬尼亞師（第2及第3山地師加上共產黨人的都鐸·弗拉吉米列斯科師）加入進攻及作為在第6親衛坦克軍團右翼的第27軍團之一部分佔領了德布勒森。
10月22日普里耶夫騎兵機械化集群攻佔了尼賴吉哈佐，沃勒的第8軍團之補給線被切斷，弗里斯納命令沃勒停止戰鬥及撤往尼賴吉哈佐西北面以組成一條新的防線，這個行動在普里耶夫騎兵機械化集群切斷沃勒之補給線時已在進行中。

## 包圍
弗里斯納的首席軍官，黑爾姆特·馮·格魯曼將軍提出一個危險的計劃，格魯曼相信對普里耶夫的首次包圍行動已經失敗，原因是德國—匈牙利軍的混亂及缺乏足夠兵力進行包圍，格魯曼爭論情況已經改變及可以投入更多兵力，弗里斯納批准了他的計劃。
德軍第23裝甲師及第1裝甲師在第503重型坦克營的虎王坦克帶領下從東面展開進攻，保羅·克拉特的第3山地師、第15步兵師及武裝親衛隊第8弗洛里安·蓋依騎兵師從西面進攻，統帥堂裝甲擲彈兵師、第13裝甲師及第46步兵師則作為預備隊以阻止蘇軍的突破嘗試。
10月23日進攻開始，進攻很快成功因為步兵軍佔領了普里耶夫騎兵機械化集群的補給線。
10月24日凌晨2時第23裝甲師到達尼賴吉哈佐，該市當時已被第3山地師佔領，因而對普里耶夫騎兵機械化集群的已經完成，該集群的數個軍發動進攻以找尋突圍的道路，但他們很快發現無路可退，德國和匈牙利軍開始掃蕩包圍圈內的蘇軍。
馬利諾夫斯基派出部隊為普里耶夫騎兵機械化集群解圍，但是遭到軸心國軍的猛烈抵抗，弗里斯納的行動已經成功，馬利諾夫斯基的進攻陷入泥潭。

## 無法逃脫
普里耶夫明白到情況已十分危險，因此命令部隊突圍，但被德國和匈牙利軍擊退，10月24日晚普里耶夫認識到唯一的辦法是由馬利諾夫斯基派出部隊進行解圍。
馬利諾夫斯基在10月25日發動主要進攻，只遭到德軍第1裝甲師及第23裝甲師轄下的第128裝甲擲彈兵團的猛烈抵抗，同一天普里耶夫騎兵機械化集群在德軍第3山地師防守的區域嘗試突圍，山地軍在蘇軍裝甲部隊的進攻下倒下，遭到巨大傷亡。
10月26日第23裝甲師重新佔領尼賴吉哈佐，蘇軍佔領期間在城內進行了殘酷的破壞，包括大規模掠奪、強姦及屠殺平民，這加強了德國及特別是匈牙利軍的決心，當馬利諾夫斯基實施另一次進攻時，遭到從未遇到的猛烈抵抗，其間沃勒的第8軍團通過經過尼賴吉哈佐的通道撤退，到28日沃勒的部隊已逃出包圍圈及圍困普里耶夫集群的包圍圈還未被突破，10月29日普里耶夫集群的殘餘破壞了車輛和重型武器，向南步行至蘇軍的戰線。

## 總結
馬利諾夫斯基的烏克蘭第2方面軍轄下的3個軍遭到慘重損失，烏克蘭第2方面軍快速攻入布達佩斯的希望被延遲，而匈牙利軍作為德國的盟友繼續參戰直至歐洲戰爭結束，在尼拉吉哈佐的反攻是德軍最後一次打敗戰鬥力充足的蘇軍，在粉碎烏克蘭第2方面軍之突破兵力中，德軍能夠重建一條穩固的防線，及阻止了烏克蘭第2方面軍的進攻和沃勒部隊的大敗，但是德軍的勝利很短暫，因為尼賴吉哈佐在10月30日又再被蘇軍佔領，及蘇軍另一個向南進攻布達佩斯的強大攻勢已經展開，在1944年11月4日到達匈牙利王國的首都。
當烏克蘭第2方面軍進攻匈牙利首都的行動被阻止時，蘇軍在德布勒森戰役中已向西深入匈牙利境內60至120英里，第2及第3烏克蘭方面軍可隨時隨地向布達佩斯發動新的進攻，德布勒森的坦克戰亦將德軍裝甲部隊從布達佩斯的防守區域引開，最後紅軍已佔領匈牙利東部33%的區域、掃除了特蘭西瓦尼亞阿爾卑斯山脈的障礙及以其作為防禦軸心國軍反攻的冬季防守據點。

## 附錄
1. ↑  在戰役進行期間，蘇軍向北前進了100英里(160公里)及攻佔重要交通中心德布勒森，在純粹以土地上的得失而言，德布勒森戰役是蘇聯的勝利，德軍在尼賴吉哈佐的反攻令軸心國軍隊可有秩序的從這地區撤退、組成一條強力的防線及阻止了蘇軍向沃爾勒集團側翼的進攻，因此當蘇軍進攻，其切斷沃爾勒集團的目的被挫敗，雙方傷亡均十分巨大，亦顯示沒有一方取得明顯的勝利。
2. ↑  Verratene Schlachten, p. 148
3. ↑  損失估計缺乏來源，蘇聯官方歷史(p. 239)聲稱有10個軸心國師團被消滅，42,000名軸心國士兵被俘，915輛軸心國裝甲車輛被擊毀及另外138輛被俘，856門軸心國火炮被俘，793門軸心國迫擊砲被擊毀及另外681門被俘，428輛半履帶及其它輕型裝甲車被擊毀，416架軸心國軍機被擊落及另外386架被俘，8列軸心國裝甲火車及超過3,000輛軸心國機動車被擊毀，蘇聯方面的損失沒有被記載在蘇聯官方歷史之中。德國官方歷史(p. 876)說傷亡(包括受傷)為15,000名德國人、20,000名匈牙利人及117,360名蘇聯及羅馬尼亞人，18,000名軸心國軍、5,073名蘇軍及羅馬尼亞軍被俘，坦克的損失估計是200輛(軸心國)及500輛(蘇聯)，及火炮的損失是490門軸心國大炮及1,656門蘇聯及羅馬尼亞大炮。
4. ↑  When Titans Clashed, p. 299
5. ↑  .   [2008-05-05]. （原始内容存档于2008-05-05）.
6. ↑  German official history, p.876
7. ↑  在此文章之前列出有關蘇聯車輛及火炮損失的數字只是簡單地把德國方面宣稱的數種分類數字計算總和!
8. 1 2  Stalingrad to Berlin, p. 362
9. ↑  German official history, p. 822
10. ↑  奧拉迪亞在德交被稱為Großwardein及匈牙利文被稱作Nagyvárad。
11. ↑  在1944年9月16日，匈牙利第3軍團的編制包括第4軍之第20步兵師及第1裝甲師、第7軍之第12後備師及拉吉陶旅、第8軍的第5及第8後備師，加上由軍團總部直接指揮的第4及第6後備師。 Source for this OOB is Niehorster, p. 204.
12. ↑  German official history, p. 874
13. ↑  Third Axis Fourth Ally, p. 201
14. ↑  Third Axis Fourth Ally, p. 202
15. ↑  German official history, p. 873
16. ↑  奧托·沃爾勒，1894年—1987年，1943年指揮德國第1軍，1943年—1944年指揮德國第8軍團及從1944年—1945年率領德國南方集團軍，1945年3月退役戰後因要為協助武裝親衛隊單位犯下行戰爭罪行而被判入獄六年。
17. ↑  Third Axis Fourth Ally, pp. 200-201.
18. ↑  黑爾姆特·馮·格魯曼，1898年—1977年，1943年指揮德軍第1裝甲團及在1945年率領德軍第4騎兵師，戰後，作為下薩克森部長幫助難民及成為德國聯邦議院議員。
19. ↑  保羅·克拉特，1896年-1973年，1938年-1939年指揮第83山地先鋒營，1941年-1944年率領第138積架營，1944年-1945年指揮第3山地師。
20. ↑  The Road to Berlin, pp. 394-395
21. ↑  German official history, p. 875